# Mihaela Toader
Mihaela Virginia Toader (...) è una politica rumena, ex Ministro delegato per i fondi europei nel Governo Grindeanu.

## Formazione e attività ministeriale
Si è laureata presso la Facoltà di Giurisprudenza dell'Università Nicolae Titulescu nel 2002 e ha conseguito un master in spazio pubblico europeo presso la Scuola nazionale di studi politici e amministrativi nel 2005. È consulente per gli affari europei presso il Segretariato generale del governo rumeno dal 2003 al 2008 e direttore del dipartimento della funzione pubblica per lo stesso segretariato generale dal 2008 al 2013. È diventata direttrice dell'unità di analisi, programmazione e valutazione del ministero dei fondi europei nel marzo 2013.
È Ministro delegato per i fondi europei dal 4 gennaio al 23 febbraio 2017 presso il Governo Grindeanu.